# Alejandro Marqués
Alejandro José Marqués Méndez (ur. 4 sierpnia 2000 w Caracas) – wenezuelski piłkarz z obywatelstwem hiszpańskim występujący na pozycji napastnika, reprezentant Wenezueli, od 2023 roku zawodnik portugalskiego Estoril.
W wieku trzynastu lat wyemigrował wraz z rodziną z Wenezueli do Hiszpanii.